# 988 (szám)
A 988 (római számmal: CMLXXXVIII) egy természetes szám.

## A szám a matematikában
A tízes számrendszerbeli 988-as a kettes számrendszerben 1111011100, a nyolcas számrendszerben 1734, a tizenhatos számrendszerben 3DC alakban írható fel.
A 984 páros szám, összetett szám, négy egymást követő prímszám összege (239 + 241 + 251 + 257), nontóciens szám. Kanonikus alakban a 22 · 131 · 191 szorzattal, normálalakban a 9,88 · 102 szorzattal írható fel. Tizenkét osztója van a természetes számok halmazán, ezek növekvő sorrendben: 1, 2, 4, 13, 19, 26, 38, 52, 76, 247, 494 és 988.